# 2021 în Regatul Unit
Evenimente din anul 2021 în Marea Britanie.

## Guvernare
- Monarh - Elisabeta a II-a
- Prim-ministru - Boris Johnson ( conservator )
- Parlament - 58 de membri

## Evenimente
iulie
- 14 - 15 iulie: Inundații în Londra[1]
- 28 iunie – 11 iulie: Turneul de tenis de la Wimbledon[2]

septembrie
- 15 septembrie: este anunțată formarea AUKUS, o alianță militară triunghiulară între Statele Unite ale Americii, Marea Britanie și Australia.[3]
- din 26 septembrie: criza transporturilor: rafturi goale în supermarket, raționalizarea chimioterapiei în anumite spitale, criza combustibilului.[4]

octombrie
- 6 octombrie: Pandemia de COVID-19 în Regatul Unit: 127.500 de decese, 24.144.000 de cazuri de infectare, 265.000 de spitalizări, 89.8% din populația britanică este vaccinată cu cel puțin o doză, iar 82.5% este vaccinată cu schemă completă[5]
- 12 octombrie: Pandemia de COVID-19 în Regatul Unit: 138.000 de decese[6]

## Nașteri
- 9 februarie - August Brooksbank
- 4 iunie - Lilibet Mountbatten-Windsor
- 18 septembrie - Sienna Elizabeth Mapelli Mozzi